# The Black Phone
The Black Phone (bra: O Telefone Preto; prt: O Telefone Negro) é um  filme de terror americano dirigido por Scott Derrickson e produzido por Jason Blum. Escrito por Derrickson e C. Robert Cargill, é uma adaptação do conto homônimo de 2004 de Joe Hill. O filme é estrelado por Mason Thames como uma criança sequestrada que pode se comunicar com as vítimas anteriores de seu sequestrador, interpretado por Ethan Hawke.
Em janeiro de 2020, Derrickson anunciou sua saída da direção de Doutor Estranho no Multiverso da Loucura devido a diferenças criativas com a Marvel Studios. Como resultado, ele decidiu fazer parceria com Cargill em The Black Phone. O longa-metragem foi anunciado em outubro de 2020 e as filmagens começaram em fevereiro de 2021.
The Black Phone teve sua estreia mundial no Fantastic Fest em 25 de setembro de 2021. Foi lançado nos Estados Unidos pela Universal Pictures em 24 de junho de 2022. Recebeu críticas geralmente positivas dos críticos, com elogios por sua fidelidade ao material de origem, a direção de Derrickson e a atuação de Hawke como antagonista.

## Elenco
- Ethan Hawke como O Sequestrador
- Mason Thames como Finney Shaw, irmão de Gwen e filho do Sr. Shaw
- Madeleine McGraw como Gwen Shaw, irmã de Finney e filha do Sr. Shaw
- Jeremy Davies como Terrence Shaw, pai alcoólatra solteiro de Finney e Gwen
- James Ransone como Max
- E. Roger Mitchell como Detetive Wright
- Miguel Cazarez Mora como Robin
- Tristan Pravong como Bruce
- Jacob Moran como Billy
- Brady Hepner como Vance
- Banks Repeta como Griffin

## Produção

### Desenvolvimento
Scott Derrickson estava trabalhando com a Marvel Studios na sequência de Doutor Estranho (2016), Doutor Estranho no Multiverso da Loucura, quando decidiu fazer The Black Phone com seu frequente colaborador C. Robert Cargill. Dados os compromissos de Derrickson com a Marvel, Cargill começou a procurar outros cineastas para dirigir o projeto. Como resultado, Derrickson pediu à Cargill para adiar The Black Phone até que ele estivesse disponível para dirigir; Cargill concordou e prometeu esperar. Logo depois, Derrickson entrou em conflito com a Marvel por diferenças criativas e saiu em janeiro de 2020 para trabalhar em The Black Phone. Em outubro de 2020, foi relatado que Derrickson dirigiria uma adaptação do conto "The Black Phone" de Joe Hill para a Blumhouse Productions, a partir de um roteiro coescrito por Derrickson e Cargill.
Para a construção do filme, Derrickson se inspirou nos filmes Les quatre cents coups (1959), El Espinazo del Diablo (2001), Rosemary's Baby (1968), e o romance A Prayer for Owen Meany de John Irving.

### Escalação do elenco
Em outubro de 2020, Mason Thames e Madeleine McGraw se juntaram ao elenco. No início de 2021, Jeremy Davies, Ethan Hawke, e James Ransone foram adicionados ao elenco. Hawke disse que inicialmente hesitou em interpretar o vilão porque não queria ser lembrado por uma performance "assustadora" pelo resto de sua carreira, mas mudou de ideia depois de perceber que estava na casa dos 50 anos. "Os vilões podem ser o meu futuro", acrescentou.

### Filmagens
As filmagens do filme começaram em 9 de fevereiro de 2021, na EUE/Screen Gems em Wilmington, Carolina do Norte, e nos condados de New Hanover, Brunswick e Columbus, sob o título de produção Static. As filmagens foram concluídas em 27 de março de 2021.

## Marketing
A campanha de marketing da Universal Pictures para The Black Phone começou em 25 de agosto de 2021, quando um trailer do filme foi lançado no CinemaCon. Em sua revisão das cenas, a Variety descreveu o trailer como sendo "mais assustador do que a variante Delta do COVID-19", com Derrickson "flexionando totalmente em sua zona de conforto depois de deixar o terror de baixo orçamento", e disse que a mistura do filme de "crimes impensáveis" e "elementos paranormais" poderiam configurar "a próxima franquia possível para a Universal e a Blumhouse". O Screen Rant observou que a reação do público ao trailer foi "intensa".
Em 25 de setembro de 2021, um pôster foi lançado com o antagonista do filme usando pintura facial branca e uma máscara com o slogan "nunca fale com estranhos". Enquanto o Screen Rant achou "aterrorizante" e disse que seria "interessante ver se o filme faz jus ao hype", Collider disse que a máscara no pôster evocava o personagem de Lon Chaney em London After Midnight (1927). Além disso, o MovieWeb escreveu que o pôster estaria "atrás de suas pálpebras enquanto você adormece esta noite. Quando você coloca seus olhos no novo pôster de The Black Phone, você só sabe que as coisas não vão funcionar para algumas pessoas. Você dormirá com a luz noturna por algumas noites. E não poderemos ver Ethan Hawke novamente sem pensar nele como o terrível e pervertido Grabber. Ouvi falar de sua 'regra sem vilões', mas claramente ele jogou isso pela janela.".
Um trailer oficial foi lançado online em 13 de outubro de 2021. Ele foi descrito pela Vulture como um "ASP de cuidado com estranhos". O A.V. Club disse que parecia que Hawke estava "se divertindo como o Pennywise-encontra-Willy Wonka".

## Lançamento
The Black Phone foi lançado nos Estados Unidos em 24 de junho de 2022, pela Universal Pictures. Ele foi originalmente agendado para 28 de janeiro e depois em 4 de fevereiro, antes de ser adiado novamente para a data atual. O filme teve sua estreia mundial no Fantastic Fest em 25 de setembro de 2021. Também foi exibido no Festival de Cinema de Tribeca e para fechar o Overlook Film Festival em junho de 2022. O filme estará no Peacock da Universal 45 dias após sua estreia nos cinemas.
No Brasil, foi lançado em 21 de julho de 2022. Em Portugal, foi lançado em 23 de junho de 2022.

## Recepção
No site do agregador de críticas Rotten Tomatoes, 84% das 63 criticas são positivas, com uma classificação média de 7,0/10 com o consenso afirmando que "poderia ter sido ainda mais assustador, mas continua sendo uma adaptação divertida e bem atuada de material de origem assustadoramente bom". No Metacritic, que usa uma média ponderada, atribuiu ao filme uma pontuação de 79 em 100, com base em 5 críticas, indicando "críticas geralmente favoráveis".

## Possível sequência
Em junho de 2022, Derrickson disse que Hill havia lhe apresentado uma “ideia maravilhosa” para uma sequência que ele faria se o primeiro filme fosse bem-sucedido.